# イシスフォルディア
イシスフォルディア（学名：Isisfordia）は、ワニに近縁なワニ形上目新鰐類に属する絶滅した爬虫類の属。全長は約1メートルで、化石はオーストラリアの白亜紀中頃の地層から産出している。形態はアメリカアリゲーターと類似するが、吻部がより平坦かつより長い。当初は最初期の正鰐類として記載されたが、その系統的位置に関しては後継研究で見解が分かれており、正鰐類とする文献とそれよりも基盤的な派生的新鰐類とする文献が見られる。

## 形態
タイプ種 I. duncani は1990年代中盤にオーストラリアのクイーンズランド州に分布するウィントン層で発見された。発見場所は乾燥した河床であり、頭蓋骨の前側部分を除く大部分が発見された。化石の初期のプレパレーションはクイーンズランド博物館で実施され、その後はクイーンズランド大学のスティーブ・ソールズベリーの古生物学研究室に移管された。その後の4年に亘る遠征の後、ソールズベリーらの研究室は2005年4月に大きさのみオリジナルの標本と異なるほぼ完全な頭蓋骨を発見した。学名はイシスフォードの町の付近で化石が発見されたことにちなみ、種小名は化石の発見者であるイシスフォードの元副市長であるイアン・ダンカンへの献名である。
第二の種 I. molnari はニューサウスウェールズ州のライトニング・リッジの付近に分布するグリマン・クリーク層で発見された神経頭蓋が発見され、2019年に命名された。また、同一のユニットから産出した上顎骨断片に基づいて命名された Crocodylus (Bottosaurus) selaslophensis は I. molnari に再分類された 。しかし、後に Hart (2020) は C. selaslophensis のホロタイプが AM F125553 と重複しないことを指摘し、C. selaslophensis を I. molnari とは別種の I. selaslophensis として扱った。なお、彼は両者がシノニムの関係にある可能性も言及した。

## 現生ワニとの関係

派生的な新鰐類における背側皮骨板のセグメンテーション。左から順にベルニサルティア、スシスクス、イシスフォルディア、イリエワニ。

化石の発見を経て古生物学者は、以前考えられていたよりも3000万年早い白亜紀において現生ワニを包含するグループがゴンドワナ大陸で最初に進化したと考えるようになった。イシスフォルディアの形態は現生のワニと類似しており、ボールとソケット状の関節を持つ脊柱や、完全な骨性の二次口蓋を有していた。後者は口腔に空気を入れることなく肺へ空気を通す仕組みである。
Turner and Pritchard (2015) の系統解析では、イシスフォルディアはスシスクスと共にディロサウルス科よりも派生的な非正鰐類型新鰐類とされ、ゴニオフォリス科よりも基盤的とされた。Rio and Mannion (2021) はイシスフォルディアを正鰐類から除外し、パラアリゲーター科の姉妹群とした。また、Hart et al. (2019) は系統関係の議論を避け、比較的派生的な非正鰐類型新鰐類と正鰐類との間の過渡期の特徴が見られると指摘した。